# Српски гонич
Српски гонич је раса ловачког пса, пореклом из Србије, која припада породици гонича.

## Порекло
Припадници ове расе паса настали су на просторима Србије, а њихови преци су гоничи који су на ове просторе дошли са простора Мале Азије. Појавили су се почетком 20. века, а 1924. године први пут је написан стандард за ову расу. Брзо се раширио на просторима целе бивше Југославије, због сјајних ловачких вештина. До краја 20. века, ова раса се раширила на цело Балканско полуострво. Ипак, иако је веома корисна раса, веома ретко се виђа у земљама ван Балкана.

## Карактеристике расе

### Изглед
Српски гонич у изгледу сједињује снагу и елеганцију. Има дугачку главу, са средње дугачким ушима које равно падају уз образе. Ноге су му снажне, а бокови благо подигнути. Длака је кратка, бујна, сјајна и помало груба. Основна боја длаке је лисичје црвена или жуто-црвена са црним плаштом. Плашт досеже до главе са црном мрљом на обема слепоочницама дозвољена је белина на прсима пречника два цм. Висина мужјака креће се од 46 до 54 центиметара, а женки од 44 до 52 центиметра. Тежина мужјака у просеку се креће од 18 до 20 килограма, док су женке у просеку 3 до 8% лакше од мужјака.

### Темперамент
Изузетно је темпераментан, веома активан и пун енергије. На први поглед се види да су ово веома издржљиви пси. Поседује доста квалитетних особина, изузетно је интелигентан и проницљив. Воли да учи и да угоди власнику, сналажљив је и ако се правилно социјализује, сјајно ће се слагати са децом. Са другим животињама није препоручљиво да се држи, поготово са оним који су мањи од њега, зато што поседује урођени инстинкт за лов.

### Животни век
Животни век ове расе је 12 до 15 година.